# ردانجین
رِداِنجین (انگلیسی: REDengine) یک رانش‌گر یا موتور بازی است که توسط گروه سی‌دی پروجکت ساخته شده‌است. این رانش‌گر برای بازی‌های ویدئویی در زمینهٔ گیم‌پلی غیرخطی طراحی و جایگزین موتور Aurora engine (ساخته شده توسط بایوور) گردیده‌ است. رد انجین با توجه به قابلیت چندسکویی، توانایی اجرا در سیستم عامل‌های ۳۲ و ۶۴ بیتی را دارا است و تحت پلتفرم مایکروسافت ویندوز اجرا می‌گردد. از این رانش‌گر نخستین مرتبه در ویندوز و برای ویچر ۲: قاتلین پادشاهان استفاده گردید. رد انجین۲ نیز که نسخهٔ ارتقا یافته و بروز شدهٔ این برنامه می‌باشد، برای اجرای ویچر ۲ تحت اکس‌باکس ۳۶۰ و مک‌اواس مورد استفاده قرار گرفت.

## نسخه های مختلف
ردانجین۲ از نرم‌افزارها و میان‌افزارهایی همچون هاوک برای فیزیک اشیا و اسکال‌فرم برای رابط کاربری و همین‌طور اف‌ام‌اودی برای صداگذاری بهره می‌گرفت. از این نسخه برای رانش بازی ویچر۲ تحت پلتفرم اکس‌باکس ۳۶۰ استفاده گردید.
در سال 2013 سی دی پروجکت، ابزار ساخت ماد تحت عنوان REDkit engine را برای ویچر ۲ عرضه کرد. این ابزار به افراد امکان میداد تا تمامی فایل های بازی را ویرایش کرده و مراحل و محیط های جدیدی برای آن بسازند. 
نسخهٔ ارتقا یافتهٔ جدید نیز تحت عنوان ردانجین۳ به‌طور انحصاری برای نرم‌افزارهای ۶۴بیتی طراحی گردید و از میان‌افزارهای فیز-اکس برای فیزیک اشیا و Audiokinetic Wwise برای صداگذاری استفاده میکرد. سی‌دی پروجکت، از این رانش‌گر جدید به منظور توسعه محیط‌های بصری و جهان باز در بازی مشهور ویچر ۳: شکار وحشیانه استفادهٔ شایانی نمود. 
آخرین نسخهٔ ارتقا یافته از این رانش‌گر نیز تحت عنوان ردانجین۴، برای بازی جاه‌طلبانه و جدید سی‌دی پروجکت، سایبرپانک ۲۰۷۷ استفاده گردید. این نسخه از موتور، دارای قابلیت ها و توانایی های جدیدی همچون رهگیری پرتو، Volumetric effects، سیستم Streaming بهبود یافته و سیستمی جدید برای طراحی و نوشتن صحنه ها و دیالوگ ها بود. 
در سال ۲۰۲۲ سی دی پروجکت اعلام کرد که از موتور آنریل انجین 5 به عنوان جایگزین رد انجین، برای ساخت بازی های آینده این شرکت استفاده خواهد شد.